# Timasione
Timasione (in greco antico: Τιμασίων?, Timasìon; Dardano, metà V secolo a.C. – dopo il 399 a.C.) è stato un militare greco antico che partecipò alla spedizione dei Diecimila condotta da Ciro il Giovane contro il fratello Artaserse, e che successivamente entrò nell'esercito spartano comandato da Dercillida.

## Biografia
Nato a Dardano in Turchia, Timasione fu esiliato dalla sua città natale ed entrò nell'esercito dei mercenari al servizio di Ciro il Giovane. Durante la ritirata dei Diecimila, dopo che i cinque strateghi greci erano stati catturati con un tranello da Tissaferne, Timasione fu scelto come comandante al posto di Clearco, e a lui e Senofonte, i comandanti più giovani, venne ordinato di comandare la retroguardia.
Quando i mercenari raggiunsero la città di Cotiora, sul Mar Nero, mentre attendevano le navi che gli emissari di Sinope avevano promesso loro, Timasione e Torace, un beota, approfittarono dell'intenzione di Senofonte di fondare una colonia sul Ponto per accelerare la fornitura di navi da parte dei Sinopei, dicendo ad alcuni mercanti che quello sarebbe stato l'unico modo per non indurre Senofonte a stabilirsi lì. Sinope ed Eraclea, sentendo ciò, non solo portarono le navi, ma corruppero Timasione per indurre i Greci a tornare in patria.
In seguito, però, quando seppero che Senofonte non aveva più intenzione di fondare una città, non mantennero i patti e non pagarono i soldati, e quindi Timasione, insieme agli altri generali che partecipavano al suo piano e che avevano promesso ai mercenari brillanti prospettive di ricchezze in abbondanza, cercarono di convincere Senofonte a riprendere il suo progetto. Questo propose l'idea, come suo solito, all'esercito, per mezzo degli strateghi e dei locaghi, che riportarono la disapprovazione delle truppe; Senofonte così abbandonò l'intento.
Quando i mercenari si divisero in tre parti ad Eraclea, Timasione proseguì con Senofonte, e, per salvare dai Bitini gli Arcadi, che si erano inoltrati troppo sprovvedutamente nel territorio nemico e che erano stati accerchiati su una collina, fu inviato in avanscoperta con la cavalleria. Timasione comandò la cavalleria anche nella battaglia in cui i Greci sconfissero le forze congiunte di Farnabazo e dei Bitini.
Dopo aver scoperto che Ceratade, che si era proposto come capo delle truppe mercenarie mentre erano senza comandante fuori dalle mura di Bisanzio, non era in grado di condurre l'esercito, Timasione, contrariamente al parere degli altri strateghi, volle tornare nuovamente in Asia Minore, sperando di tornare presto alla sua città con le ricchezze catturate durante il viaggio.
Entrò invece con il resto delle truppe nell'esercito di Seute e prese parte alla campagna invernale che riportò il principe trace nel suo regno, e rifiutò di dividersi da Senofonte quando sorsero delle controversie circa la retribuzione, che Seute voleva eludere, e quando Eraclide, il braccio destro del principe, cercò di suscitare la discordia tra i generali.
Timasione attraversò l'Asia Minore con l'esercito spartano, nel quale si era arruolato, e probabilmente tornò a Dardano.